# Leopon

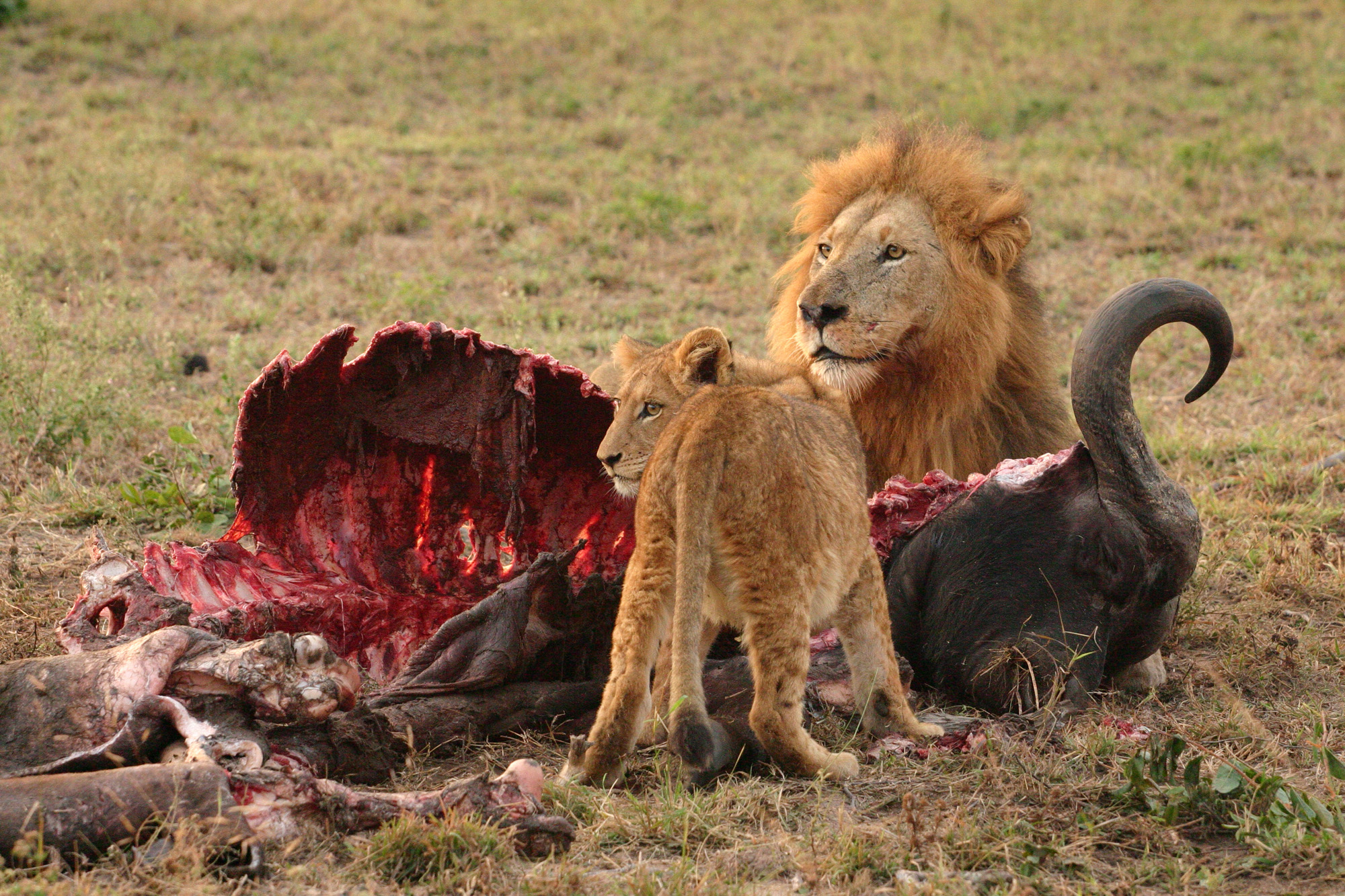
Leão, de onde se deriva o leopon.

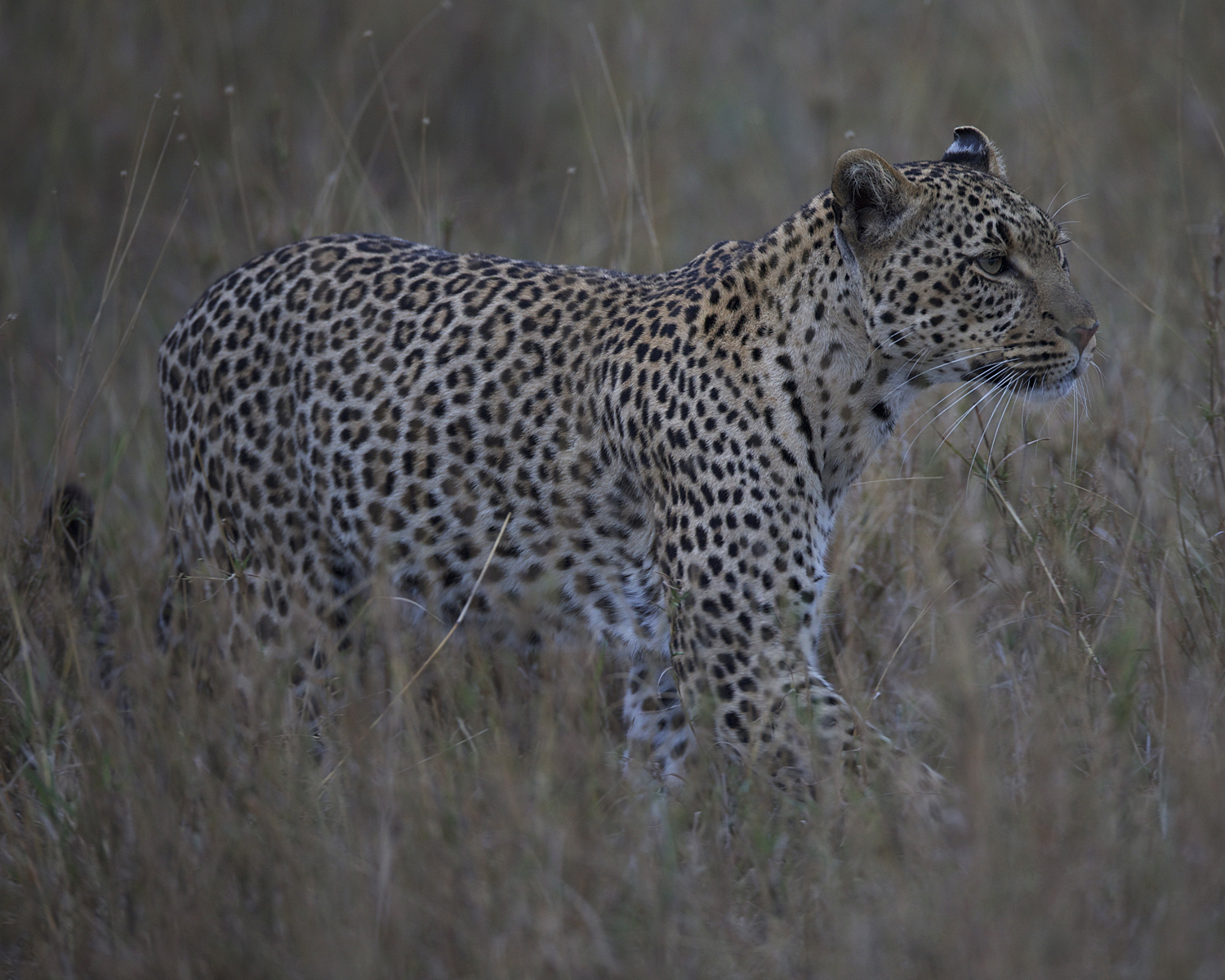
Leopardo, de onde se deriva o leopon.

Leopon é um híbrido entre uma leoa e um leopardo do sexo masculino. A cabeça do animal tem características de um leão, enquanto o resto do corpo carrega semelhanças dos leopardos. Seu corpo é moreno, quase cor de ouro, e tem uma infinidade de pequenas manchas castanhas e rosetas. Estes híbridos são produzidos em cativeiro, mas pode ocorrer na natureza. O leopon é um animal bem grande no tamanho: na verdade, ele é um dos maiores felinos que vivem hoje. É desconhecido e muito pouco habitual, a maior parte das pessoas não conhece o leopon, mesmo em cativeiro.

## Características físicas e de vida
O leopon pode medir entre 1,30m e 2,50m. Sua altura de 75 centímetros a quase um metro. Ele pesa entre 60 kg e 150 kg. O leopon é um animal que vive só, ou em pequenos grupos familiares.

## História
O primeiro leopon documentado foi criado em Kolhapur, Índia em 1910. Sua pele foi enviada para Reginald Innes Pocock por Walter Samuel Millard, o secretário do Bombay Natural History Society. Foi um cruzamento entre um grande leopardo e uma leoa. Dois filhotes nasceram, um dos quais morreu aos 2 meses e o outro ainda estava vivo quando Pocock descreveu em 1912. Pocock escreveu que o leopon tinha um corpo bem entroncado, mas que as manchas em seus lados eram menores e mais definidas do que as de um leopardo indiano e eram castanhas e indistintas, como as manchas de desvanecimento de um leão juvenil. As manchas na cabeça, coluna vertebral, barriga e pernas eram negras e distintas. A cauda era semelhante a de um leopardo, sendo listrada e tinha uma ponta escura com pelos mais longos. A parte inferior é branca, as orelhas eram de cor marrom e tinham a pontas pretas, mas não possuíam a mancha branca encontrada nos leopardos. Pocock escreveu que o mais próximo que ele já tinha visto deste tipo de híbrido era o lijagulep (congolês Spotted Lion), criados em Chicago.
Eles foram criados em zoológicos no Japão, Alemanha e Itália (este último era um "liardo", originado a partir de um leão e um leopardo fêmea). Karl Hagenbeck, que produziu muitos híbridos diferentes, registrou o nascimento de leopons no Tierpark Hamburgo, na Alemanha, mas nenhum sobreviveu. A pele do leopon e o seu crânio estão no Museu Britânico. Este animal foi criado em Kolhapur Zoo, na Índia e foi doado pelo tenente-coronel FW Wodehouse dos Estados Unidos da América em algum momento entre 1920 e 1940;
O programa leopon foi bem sucedido. O mais bem sucedido foi em Koshien Hanshin Park, em Nishinomiya City, Japão. Um leopardo chamado Kaneo cruzou com uma leoa chamada Sonoko. A leoa voluntariamente assumiu uma posição de lado para permitir que o leopardo muito menor pudesse cruzar. A ninhada de dois híbridos nasceu em 1959 e mais três nasceram em 1962. Em cativeiro, o normalmente solitário leopardo macho permaneceu com a família (o comportamento social é muitas vezes visto em espécimes em cativeiro de grandes felinos normalmente solitários). Os híbridos provaram ser estéreis e o último morreu em 1985.
Com base nos dados dos gatos japoneses, leopons são maiores do que os leopardos e combinam características do leopardo e do leão. Eles têm marrom, ao invés de preto, manchas e caudas peludas. Sobem em árvores como leopardos e parecem gostar de água, e são sociaveis como leões. Leopons machos podem ter jubas rasas com cerca de 20 cm de comprimento.
PL Florio publicou um relatório "Birth of a Lion x Leopard híbrido in Italy" em 1983 (refere-se ao "leopon inverso", também conhecido como "lipard" ou "liard").